# Hales
Hales is een civil parish in het bestuurlijke gebied South Norfolk, in het Engelse graafschap Norfolk met 469 inwoners.